# Li Žu-sung
Li Žu-sung (čínsky pchin-jinem Lǐ Rúsòng, znaky 李如松; 1549–1598) byl generál působící v čínské říši Ming za vlády císaře Wan-liho. Pocházel z Liao-tungu, kde jeho otec Li Čcheng-liang sloužil jako vojenský velitel. Roku 1592 se podílel na potlačení povstání v Ning-sia na severozápadní hranici, vzápětí byl přeložen do Koreje napadené Japonci jako velící generál mingské expediční armády. V obou taženích uspěl. Padl v boji v Mongoly.

## Jméno
Li Žu-sung používal zdvořilostní jméno C’-mao (čínsky pchin-jinem Zǐmào, znaky 子茂) a přezdívku Jang-čcheng (čínsky pchin-jinem Yǎngchéng, znaky 仰城), později Nan-tchang (čínsky pchin-jinem Mèngzhū, znaky zjednodušené 孟诸, tradiční 孟諸). Za mimořádné zásluhy o stát obdržel posmrtné jméno Čung-lie (čínsky pchin-jinem Zhōngliè, znaky 忠烈).

## Život

### Mládí a raná kariéra
Li Žu-sung se narodil v Tchie-lingu na poloostrově Liao-tung jako nejstarší syn Li Čcheng-lianga, generála velícího tamním vojskům. Rod Li byli dědiční důstojníci, vzdáleně korejského původu. Měli v Liao-tungu velký vliv a popularitu mezi vojáky, kromě Li Čcheng-lianga a Li Žu-sunga byli schopnými generály i Žu-sungovi mladší bratři Li Žu-po a Li Žu-čen a v armádě sloužili i další Čcheng-liangovi synové Li Žu-čang a Li Žu-mej a bratranec Li Žu-wu.
Li Žu-sung zahájil vojenskou kariéru místem pomocníka regionálního velitele (都指挥同知, tu č’-chuej-tchung-č’, hodnost 3a), které jako dědičné získal jeho otec; záhy se vyznamenal a povýšil na pomocníka hlavního vojenského komisaře (都督佥事, tu-tu čchien-š’) a zástupce velitele dělostřeleckého výcvikového táboru (神機營副將, Šen-ťi jing fu-ťiang)u Pekingu. Roku 1583 byl přeložen na místo regionálního velitele (总兵官, cung-ping kuan) Šan-si. Poté se vrátil do Pekingu jako náčelník městských policejních sil (提督京城巡捕, tchi-tu Ťing-čcheng sün-pu). Roku 1587 přešel na místo regionálního velitele v Süan-fu, ale kvůli vlně obvinění ze špatného řízení vojsk a nerespektování pravomocí civilní správy byl pokutován a přeložen na místo zástupce velitele v Šen-si. Obvykle ho (i ostatní členy rodiny Li) před podobnými žalobami chránila podpora císaře a spřátelených vysokých úředníků, tentokrát však ani to nestačilo.

### Povstání v Ning-sia
Postupu v kariéře se domohl až roku 1592. Na jaře 1592 totiž vypuklo na severozápadě říše Ming, v Ning-sia, povstání pohraničních vojsk. Povstání v Ning-sia se nedařilo zlikvidovat, císař Wan-li proto jmenoval novým velitelem protipovstalecké armády Li Čcheng-lianga. Ten však odmítl s odkazem na svůj vysoký věk a nutnost zůstat v Liao-tungu. Náhradou místo velitele vojsk v Ning-sia a Šen-si obdržel Li Žu-sung. Jeho pomocníkem s titulem inspektora kontrolního úřadu pro Ning-sia byl jmenován Mej Kuo-čen, kontrolní úředník s vojenským zázemím. K Ning-sia se Li Žu-sung a Mej Kuo-čen dostali koncem července a začátkem srpna zahájili útoky na město, ve dne i noci. Mezitím Japonci útočili v Koreji a císař tlačil na co nejrychlejší porážku povstání. Koncem srpna císař schválil plán ministra vojenství Š’ Singa na vybudování valů okolo města a napuštění jejich vnitřku (včetně města) vodou z 15 km vzdálených jezer a řek.
Ning-sia k 23. srpnu obkroužila přehrada dlouhá téměř 5,3 km. Pokus rebelů o navázání spojení s Mongoly selhal, když mingské hlídky zachytily a popravily povstalecké posly. Rebelům se přesto podařilo získat ke spojenectví mongolského náčelníka Bušugtua, Li Žu-sung však proti němu vyslal generály Ma Kueje a Tung I-jüana a nechal obsadit průsmyky východně od města. Mongolové pak byli odraženi. Dne 6. září bylo ve městě už téměř tři metry vody a pokusy rebelů o výpady v následujících dnech selhaly. Dne 25. září bylo severně od města zablokováno 18 tisíc Mongolů v čele s Dzorightuem. Li Žu-sung a Ma Kuej vedli protiútok a Mongoly zahnali. Dne 12. října voda rozvalila severní bránu a minští vojáci překonali jižní hradby. Město bylo dobyto 20. října 1592. Li Žu-sung byl poté vyznamenán a jmenován nejvyšším velitelem vojsk v Koreji.

### Válka v Koreji
Jako velitel vojsk poslaných do Koreje vedl sbor o 36 tisících mužů. Přitom podléhal Sung Jing-čchangovi, jmenovanému náměstkem ministra vojenství pověřeném řešením otázek spojených s japonským vpádem. Do Koreje Li Žu-sungovo vojsko vstoupilo koncem ledna 1593, začátkem února, společně s posilovými korejskými oddíly, dorazilo k Pchjongjangu a během dvou dnů jej dobylo. Poté Li Žu-sung vyslal předvoj osmi tisíc vojáků pod velením Li Žu-poa, Čang Š’-ťüeho a Jang Jüana osvobodit Kesong, následně se pod korejskou vládu vrátily provincie Hwanghe, Kjonggi a Kangwon. Přes varování podřízených, poukazujících na špatné zásobování a relativní nepočetnost mingské armády, Li Žu-sung rozhodl o pokračování agresivního postupu na Soul, ale koncem února mingská armáda utrpěla porážku v bitvě u Pjokče. Poté se hlavní mingské síly zastavily v Pchjongjangu a předvoj v Kesongu. Japonci se i přes vítězství v bitvě cítili v Soulu nejistě a polovině května se z něj stáhli na jih, následováni mingsko-korejskou armádou. Japonci se poté opevnili na jihovýchodním pobřeží Koreje v Pusanu a okolí.
Číňané reagovali v září 1593 stažením většiny vojska do Liao-tungu v čele s Li Žu-sungem, v Koreji zůstalo pouze 16 tisíc mingských vojáků pod velením nového vrchního velitele Ku Jang-čchiena. Li Žu-sung byl za korejskou kampaň vyznamenán titulem „velký ochránce následníka trůnu“ a zvýšením příjmu.

## Smrt
Po několika letech byl opět povolán do služby, když byl velitel vojsk v Liao-tungu, generál Tung I-jüan, odvolán z funkce. Li Žu-sung, jako vždy agresivní, během protiútoku proti tümedským Mongolům v čele malého předvoje vnikl hluboko na nepřátelské území, ale dostal se do obklíčení a v dubnu 1598 padl v boji. Císař Wan-li mu v uznání jeho zásluh udělil posmrtné tituly mladší ochránce následníka trůnu a hrabě z Ning-jüan a dal mu posmrtné jméno Čung-lie, volně „Neochvějně věrný“.